# REST CRUSADERS
『REST CRUSADERS』（レスト・クルセイダース）は、日本のロックバンド、BEAT CRUSADERSのコンピレーション・アルバム。2010年10月6日、デフスターレコーズよりリリース。

## 概要
- BEAT CRUSADERSとしては最後の音源集となるアルバム。散開当日の9月4日に発売が発表された。それまでオリジナル・アルバムには収録されず、スプリット・アルバムに収録されていた楽曲や、アルバム未収録シングルの表題曲およびカップリング曲、未発表新曲から構成されている。
- 本作は初回生産限定盤と通常盤の2形態で発売された。初回盤には、過去のコラボレーション楽曲やトリビュート・アルバムに収録されたカバー音源をまとめたボーナスCD付2枚組。
- なお、発売日である2010年10月6日にはインディーズ時代音源を集めたコンピレーションアルバム『LUST CRUSADERS - OTHER SIDE OF BEAT CRUSADERS』がLASTRUMより同時発売された。

## 収録曲
- 特記がない限り、作詞：ヒダカトオル、作曲：BEAT CRUSADERS

1. Give It Up (3:01)
未発表新曲
ラストライブとなった『OTODAMA '10 ～音泉魂～』のアンコールにて初披露された（これが最初で最後の演奏となった）。
2. Situation (4:24)
初出：DVDシングル
先行シングル曲。本作で初CD化。
3. LET IT GO (3:33) 
初出：12thシングル、アルバム初収録
4. Satanic Saints (3:42) 
未発表新曲
5. Acid-Color Zoo (Theme For CHEW-STIE BOYZ) (2:26)
未発表新曲
マイクT（カトウタロウ）、マシロック（マシータ）の2人からなるヒップホップユニット「CHEW-STIE BOYZ」（チュ～して・ボーイズ）による楽曲。
6. SECOND THAT EMOTION (1:53)
（作詞・作曲：ヒダカトオル）
初出：10thシングル『GHOST』カップリング
7. OVERKILL (4:14)
初出：スプリットアルバム『NIGHT ON THE PLANET』
8. FREEDOM (3:17)
初出：スプリットアルバム『CELL No.9』
9. I WANNA GO TO THE DISKO (4:04)
（作詞：クボタマサヒコ・ヒダカトオル　作曲：BEAT CRUSADERS）
初出：9thシングル『TONIGHT, TONIGHT, TONIGHT』カップリング
10. EVERYBODY HATES MY GUITAR SOUND (4:32)
初出：『TONIGHT, TONIGHT, TONIGHT』初回盤ボーナストラック
11. OTHER SIDE OF THE WALL (3:47)
（作詞：クボタマサヒコ・ヒダカトオル　作曲：BEAT CRUSADERS）
初出：8thシングル『DAY AFTER DAY/SOLITAIRE』初回盤ボーナストラック
オリジナルのイントロは、「SOLITAIRE」のアウトロとのクロスフェードであったが、こちらはクリアな状態で収録。
12. WINDOM (2:55) 
（作詞・作曲：ヒダカトオル）
初出：『DAY AFTER DAY/SOLITAIRE』初回盤ボーナストラック
13. NOTHING TO LOSE (3:11)
初出：スプリットアルバム『BOOOOTSY』
14. SAIL ON! HAIL ON! (1:50)
初出：7thシングル『FEEL』カップリング
15. SIBERIAN GIANT (2:23)
（作詞・作曲：ヒダカトオル）
初出：『FEEL』カップリング
オリジナルのアウトロは、「BANG! BANG!」のアウトロとのクロスフェードであったが、こちらはクリアな状態で収録。
16. GET UP! GET UP! (2:45)
初出：1stアルバム『P.O.A. -POP ON ARRIVAL-』初回盤ボーナストラック
17. SAY GOOD-NIGHT (3:43)
初出：『P.O.A. -POP ON ARRIVAL-』初回盤ボーナストラック
オリジナルのイントロは、「RUSK」のアウトロとのクロスフェードであったが、こちらはクリアな状態で収録。
18. SUPERCOLLIDER (3:00) 
初出：6thシングル『HIT IN THE USA』カップリング
19. B.A.D. (3:41)
初出：『HIT IN THE USA』カップリング
20. SENSATION (2:48)
初出：5thシングル、アルバム初収録
21. GIRL FRIDAY (3:31)
初出：4thシングル、アルバム初収録
22. FOLLOW ME (4:45)
初出：4thシングル『GIRL FRIDAY』カップリング、 アルバム初収録
表記はないが、シングルとは異なり、アウトロがフェードアウトせずに完奏されて収録している。

全編曲：BEAT CRUSADERS

### 初回限定盤ディスク
1. FOOL GROOVE / YOUR SONG IS GOOD×BEAT CRUSADERS (3:51)
（作詞：ヒダカトオル　作曲：BEAT CRUSADERS, サイトウジュン　編曲：YOUR SONG IS GOOD, BEAT CRUSADERS）
初出：スプリットアルバム『BOOOOTSY』収録曲
2. OUR MELODY / YOUR SONG IS GOOD×BEAT CRUSADERS (4:01)
（作詞：サイトウジュン, BEAT CRUSADERS　作曲：サイトウジュン　編曲：YOUR SONG IS GOOD, BEAT CRUSADERS）
初出：スプリットアルバム『BOOOOTSY』収録曲
3. STATIC BITER / TROPICAL GORILLA×BEAT CRUSADERS (2:54) 
（作詞：TROPICAL GORILLA, ヒダカトオル　作曲・編曲：TROPICAL GORILLA, BEAT CRUSADERS）
初出：スプリットアルバム『CELL No.9』収録曲
4. DROOG IN A SLUM / TROPICAL GORILLA×BEAT CRUSADERS (3:18) 
（作詞：TROPICAL GORILLA, ヒダカトオル　作曲・編曲：TROPICAL GORILLA, BEAT CRUSADERS）
初出：スプリットアルバム『CELL No.9』収録曲
5. FAIRY TALE / ASPARAGUS×BEAT CRUSADERS (4:29)
（作詞：ヒダカトオル　作曲：ワタナベシノブ　編曲：ASPARAGUS, BEAT CRUSADERS）
初出：スプリットアルバム『NIGHT ON THE PLANET』収録曲
6. MONOLOGUE IN MY HEART / ASPARAGUS×BEAT CRUSADERS (5:11)
（作詞：ヒダカトオル　作曲：BEAT CRUSADERS, ワタナベシノブ　編曲：ASPARAGUS, BEAT CRUSADERS）
初出：スプリットアルバム『NIGHT ON THE PLANET』収録曲
7. ウォーアイニー / 高橋瞳×BEAT CRUSADERS (4:00)
（作詞：タカハシヒトミ　作曲・編曲：BEAT CRUSADERS）
初出：シングル曲、サウンドトラック『PRETTY IN PINK FLAMINGO サウンドトラック』収録曲
8. I WANNA BE A DREAMMAKER (3:41)
（作詞・作曲：NOT REBOUND　編曲：BEAT CRUSADERS）
NOT REBOUNDのカバー
初出：トリビュートアルバム『Erection!!!〜TRIBUTE TO NOT REBOUND〜』
9. DON'T SAY GOOD-BYE / メロン記念日×BEAT CRUSADERS (4:26)
（作詞：ヒダカトオル　作曲・編曲：BEAT CRUSADERS）
初出：シングル曲
10. Into the sky feat.BEAT CRUSADERS / WISE (5:03) 
（作詞：WISE, BEAT CRUSADERS　作曲・編曲：BEAT CRUSADERS）
初出：WISEのアルバム『LOVE QUEST』収録曲
11. SOLITAIRE (3:58)
（作詞・作曲：Nell Sedaka, Phil Coby　編曲：BEAT CRUSADERS）
カーペンターズのカバー
初出：トリビュートアルバム『イエスタデイ・ワンス・モア〜TRIBUTE TO THE CARPENTERS〜』
ちなみに、BEAT CRUSADERSの楽曲にも同名の曲が存在する。
12. One (3:34)
（作詞：Hetfield James Alan　作曲：Ulrich Lars　編曲：BEAT CRUSADERS）
メタリカのカバー
初出：トリビュートアルバム『METAL-IKKA〜メタル一家』
13. SWEET DREAMS (1:56)
（作詞・作曲：Crighton Andrew Joseph, Redmonds Duncan Jonathan, Wells Simonpaul　編曲：BEAT CRUSADERS）
SNUFFのカバー
初出：トリビュートアルバム『A Tribute To SNUFF yowavinalaaaafincha?』
14. HIT IN THE D.M.C (2:25)
（作詞：ヒダカトオル　作曲・編曲：BEAT CRUSADERS）
初出：トリビュートアルバム『デトロイト・メタル・シティ トリビュートアルバム〜生贄メタルMIX〜』
15. THUNDERSTRUCK (4:17)
（作詞・作曲：Angus Mckinnon Young, Malcolm Mitchell Young　編曲：BEAT CRUSADERS）
AC/DCのカバー
初出：トリビュートアルバム『THUNDER TRACKS -Tribute to AC/DC-』
16. ありえないくらい奇跡 / つじあやのとBEAT CRUSADERS (5:01)
（作詞・作曲：つじあやの　編曲：BEAT CRUSADERS）
初出：シングル曲
17. NICE DAY feat.BEAT CRUSADERS / RYUKYUDISKO (3:36)
（作詞・作曲・編曲：RYUKYUDISKO）
初出：シングル曲
18. BY CHANCE (3:59)
（作詞：磯部正文　作曲：HUSKING BEE　編曲：BEAT CRUSADERS）
HUSKING BEEのカバー
初出：トリビュートアルバム『HUSKING BEE』
19. E.S.P. (4:09)
（作詞・作曲：山野直子　編曲：BEAT CRUSADERS）
少年ナイフのカバー
初出：トリビュートアルバム『A Tribute to Shonen Knife -Folk and Spoon-』